# Юнтандза Сэйсё
Юнтандза уээката Сэйсё (яп. 読谷山 親方 盛韶, 1556 — 1632), также известный под именем на китайский манер Мао Хётё (яп. 毛 鳳朝) — государственный деятель в государстве Рюкю.
Юнтандза Сэйсё был пятым главой аристократического рода Мо-удзи Томикава Дунти (яп. 毛氏富川殿内). В 1592 году он был назначен на должность канэ-бугё (яп. 金奉行) чиновника, ответственного за финансы.
Весной 1609 года войско Сацумы вторглось в Рюкю, захватив стратегически важный замок Накидзин. Юнтандза Сэйсё отправился туда вместе с монахом Кикуином и чайным мастером Кианом с просьбой о мирных переговорах, но получил отказ и был вынужден вернуться в Сюри. Когда флот Сацумы подошёл к гавани Нахи, Юнтандза Сэйсё во второй раз участвовал в переговорах, но снова неудачно. После капитуляции Сё Нэя, вана государства Рюкю, он вместе с ним и другими высокопоставленными чиновниками были доставлены сацумскими войсками в замок Кагосима. Сё Нэй по дороге туда пребывал в депрессии, и Юнтандза Сэйсё несколько раз утешал его. Он был назначен членом сансикана после казни Дзяны Уээкаты в 1611 году. Симадзу Ёсихиро принял его, подарив ему танто.
Цукэн Сейсоку (яп. 津堅 盛則, также известный как Дзэн Кёсэй 全 興盛) был хорош в езде на лошадях и дзигэн-рю, благодаря чему был знаком с Симадзу Ёсихиро. Он возжелал, чтобы остров Цукен стал его наследственным владением, но Юнтандза Сэйсё отверг эти притязания, потому что владение таким большим островом аристократом стало бы беспрецедентным и неприемлемым случаем. Цукэн затаил обиду на него. В 1616 году Уэдзу Сэйсё (яп. 上江洲 盛相), старшему сыну Юнтандзы, было приказано построить гавань Таба (яп. 田場港) вместе с Цукэном и Гоэку Тёсю (яп. 越来 朝首). Цукэн обвинил Уэдзу Сэйсё в грубых нарушениях. Уэдзу и Юнтандза были смещены со своих должностей. Узнав об этом, Симадзу Иэхиса приказал им прибыть в Сацуму, где убедился в их невиновности. Вскоре им вернули все их утраченные позиции и привилегии.
Ван Рюкю Сё Нэй умер в 1620 году, не оставив наследника. У него был приёмный сын Сё Кё (яп. 尚恭, также известный как принц Урасэ Тёрё (яп. 浦添 朝良), который был слишком молод, чтобы унаследовать престол. Юнтандза предложил, чтобы Сё Хо, отец Сё Кё, стал новым ваном Рюкю. Многие министры поддержали это предложение, но были обеспокоены возможной реакцией Сацумы на такое решение. Юнтандза отправился в Сацуму, чтобы сообщить о нём. В Сацуме признал Сё Хо новым ваном и отправили миссию в Рюкю для участия в церемонии его коронации.
Юнтандза отошёл от государственных дел в 1623 году.